# Roc'h Trevezel
Le Roc'h Trevezel est le second point culminant de la partie bretonne du Massif armoricain dans les monts d'Arrée. Tout comme le Ménez Kador, il atteint 385 mètres d'altitude.
Il offre un point de vue remarquable sur les paysages environnants, incluant des landes et de beaux restes de bocage breton.

## Géographie

### Situation
Le Roc'h Trevezel se situe sur la commune de Plounéour-Ménez, tout comme le Roc'h Ruz, le point culminant des monts d'Arrée qui s'étendent sur environ 192 000 hectares

### Géologie, géomorphologie

Cadre géologique du Massif armoricain.

La région est constituée d'un socle de schistes briovériens (-550 Ma) sur lequel reposent en discordance des séries paléozoïques du début de l'Ordovicien (-480 Ma) à la fin du Dévonien (-360 Ma), avec notamment les grès armoricains, cette formation pouvant atteindre 1 000 m d'épaisseur. Cette couverture paléozoïque est affectée de grands plis hercyniens et d'un métamorphisme puissant. Morphologiquement il en résulte des déformations nombreuses (plis à l'origine des écailles et des dents d'apparence acérées sur les crêtes), une tectonique cassante avec de nombreuses et importantes failles (zone de cisaillement nord armoricaine) et de grandes structures tectoniques globalement orientées est-ouest, mais s’ouvrant vers l’est et tendant à converger vers l’ouest. Le trait dominant de la géomorphologie de cette région est l'inversion de relief résultat de l'érosion différentielle. En effet, ce sommet se trouve en bordure du massif granitique du Huelgoat (pluton formant une ellipse de 100 km2 au cœur d'une structure anticlinale), dans les schistes ordoviciens d’un métamorphisme de contact. Ces schistes, très déformés, sont plus récents que le « noyau » granitique, et forment un synclinal perché (synclinal faillé à allure graben, résultant probablement d'un rejeu des failles bordières au Tertiaire).

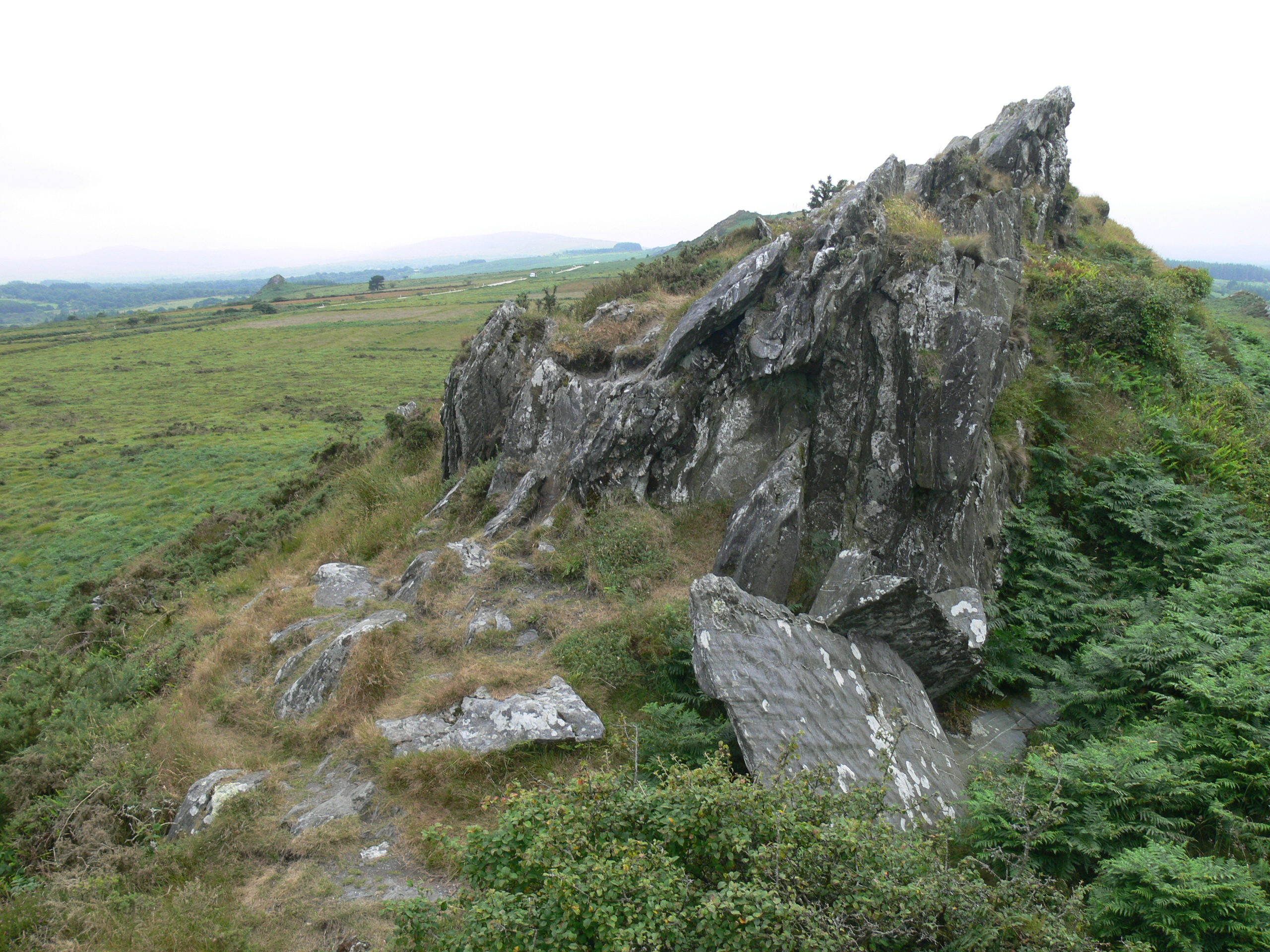
Les affleurements rocheux confèrent un caractère sauvage et d'apparente haute naturalité au site qui a justifié son classement en panorama remarquable.
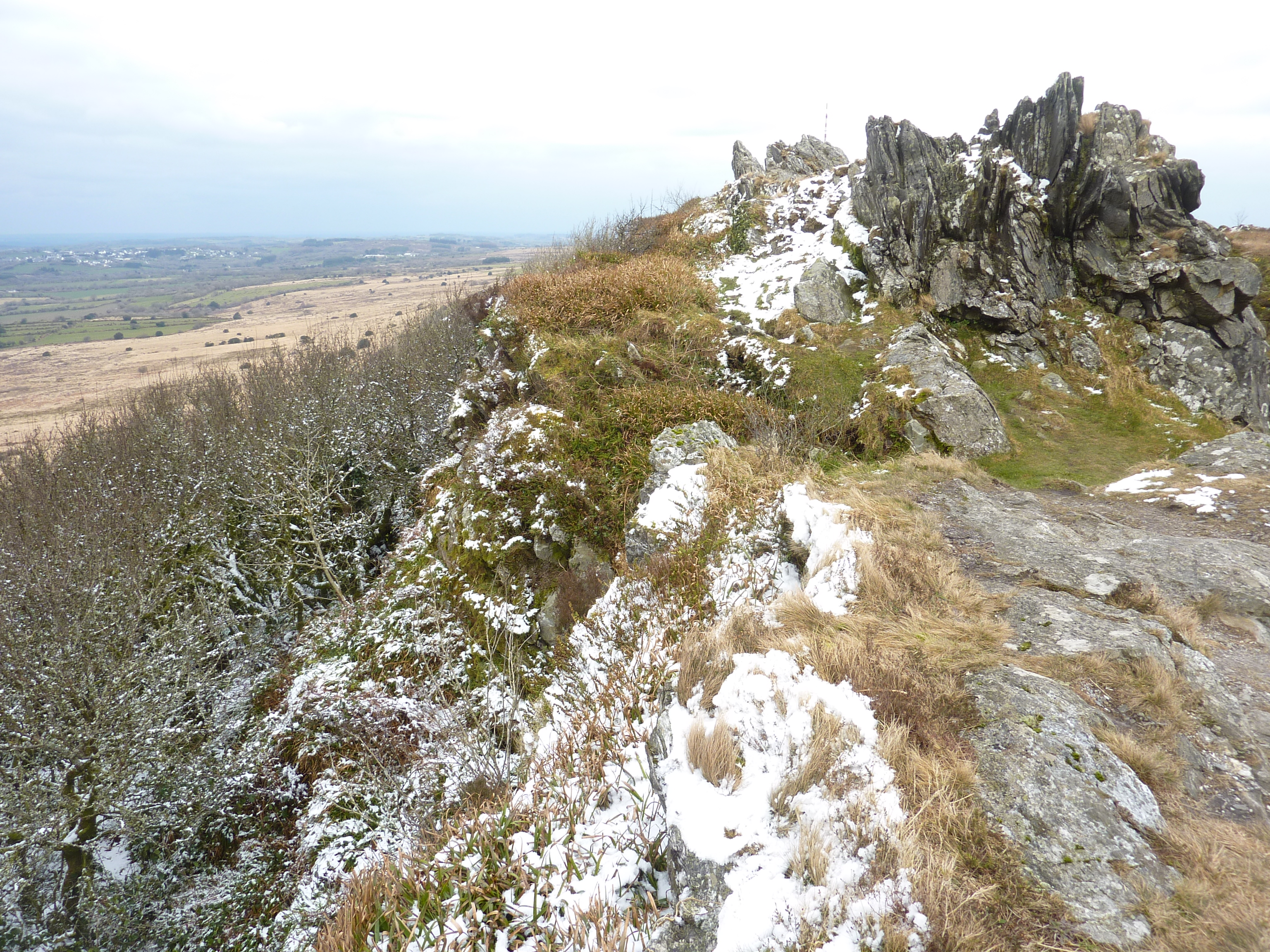
Le Roc'h Trévézel sous la neige.

### Milieu naturel
En raison de la nature des sols (pauvres et acides) et du microclimat local, on peut observer autour du roc'h des habitats et une flore remarquables typiques des monts d'Arrée, dont Trichophorum cespitosum.

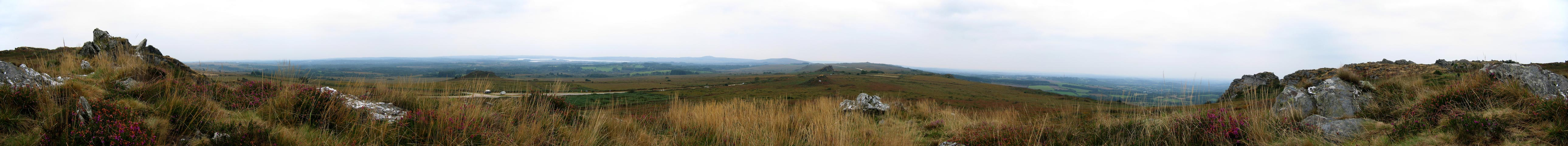
Panoramique du Roc'h Trevezel.

## Dans la culture
Le Roc'h est lié à la légende d'Ar santig kozh, l'histoire d'un vieux saint ainsi dénommé qui prendrait l'apparence d'une vieille statuette en bois enfouie sous le Roc'h Trevezel. Son acquisition permet d'obtenir tout ce qu'on désire, à condition de visiter l'endroit aux onze coups de l’horloge accompagné d'un enfant d'onze ans. D'après la légende, il aurait apporté la prospérité à un jeune homme qui épousa, avec la bénédiction du saint, une des filles d'un roi de France.
Depuis sa cime, il est possible de voir le Yeun Elez, une zone marécageuse en partie occupée par le lac-réservoir de Saint-Michel, dans laquelle se situerait le Youdig, l'une des portes des enfers.

### Sources, notes et références
1. 1 2 3  « Carte IGN classique » sur Géoportail.
2. ↑  Carte et coupe géologiques simplifiées de la région du Huelgoat
3. ↑  S. Durand et H. Lardeux, Bretagne, Masson, 1985, p. 74.
4. ↑  Source Museum
5. ↑  « Le Roc’h TREVEZEL ( Ar Santig Kozh ) », sur plouneour-menez.bzh/
6. ↑  François Abgrall, Et moi aussi, j'ai eu vingt ans !, Terre de Brume, 1933